# Perchta ze Šternberka
Perchta ze Šternberka (přelom 14. a 15. století? asi hrad Plumlov – 12. února 1447 hrad Velešín) byla česká šlechtična z rodu pánů z Kravař, jenž se díky sňatku s Petrem Konopišťským ze Šternberka stala členkou rodu Šternberků, uváděná sídlem na hradě Konopišti. Po smrti manžela v bitvě pod Vyšehradem pak přestoupila k husitské víře a nepřímo též zasáhla do závěrečné fáze husitských válek.

## Život

### Mládí a sňatek
Pocházela ze starého moravského šlechtického rodu pánů z Kravař, narodila se jako dcera Petra z Kravař a Plumlova a jeho manželky, patrně jako jejich poslední potomek. Roku 1415 byla provdána za ovdovělého českého šlechtice Petra Konopišťského ze Šternberka, držitele hradů Konopiště a Šternberk. Spolu pak žili na Konopišti, kde vychovávali dvě vlastní děti a také Petrova syna z prvního manželství.

### Husitství
Petr Konopišťský se postupně stal jedním z úhlavních nepřátel husitství. V lednu 1415 se účastnil Kostnického koncilu, kde byl příslušníkem družiny biskupa Jana Železného, a kde bylo později rozhodnuto o upálení Mistra Jana Husa. Po smrti Václava IV. roku 1419 se zúčastnil několika bitev jejich rané fáze, mj. bitev u Živohoště, u Sudoměře či u Poříčí nad Sázavou. 1. listopadu 1420 pak padl v řadách vojska krále Zikmunda v bitvě pod Vyšehradem, spolu s řadou dalších českých a moravských šlechticů.
Perchta v bitvě pak ztratila nejen manžela, ale také svého bratra Jindřicha z Kravař a Plumlova. Nedlouho poté, roku 1421, sepsala list adresovaný pražskému svazu, ve kterém se vyznává k příklonu sebe i svých dětí k husitskému náboženskému výkladu a přijetí čtyř pražských artikulů. Stala se tak možná první samostatně vládnoucí šlechtičnou, která k husitství konvertovala. Nemuselo se tak stát doborovolně a toto rozhodnutí mohlo mít i čistě strategický a pragmatický charakter: Konopiště leželo přibližně v půli cesty mezi jedněmi z nejvýznamnějších husitských opětrných bodů: Prahou a Táborem. Pražané jí v odpovědi na její list přislíbili na jejich panstvích neškodit a přislíbili pomoc s její ochranou.
Po rozkolu v husitském hnutí ve 30. letech 15. století sympatizovala s umírněnými pražany a roku 1434 přikázala posílit vojsko kališnicko-katolické koalice o oddíl vedený konopišťským purkrabím Jakoubkem z Božejova, který se s ním pak zúčastnil např. obléhání tvrze Ostromeč a rozhodujícího střetu války, bitvy u Lipan.
Poručnictvím nad nezletilými potomky se ujal rodinný příbuzný Aleš Holický ze Šternberka, kterému za to bylo do budoucna přislíbeno držení panství Konopiště a dalších statků. Perchta však s Alešem vedla vleklé osobní a majetkové spory, řešené také soudně. Na Konopišti pak sídlila až do dosažení syna Zdeňka dospělosti okolo 1440, poté odešla na odpočinek na hrad Velešín.

### Úmrtí
Perchta ze Šternberka zemřela 12. února 1447 na Velešíně.

### Rodina
Provdána byla za Petra Konopišťského ze Šternberka, společně počali několik potomků. Zdeněk Konopišťský zprvu podporoval zvoleného českého krále Jiřího z Poděbrad, následně však proti němu začal vystupovat a byl jedním ze zakladatelů katolické tzv. Zelenohorské jednoty, která vedla proti kališnickému králi otevřenou válku.

### Památka
Její památku vyzdvihla mj. koncem 19. století spisovatelka Teréza Nováková ve své knize o historii významných českých žen Slavín žen českých z roku 1894. Zde je její přestup k husitství prezentován v duchu dobové české národní obrody jako krok z vlastní vůle.